# Saint-Germain-des-Prés (Tarn)
Saint-Germain-des-Prés – miejscowość i gmina we Francji, w regionie Oksytania, w departamencie Tarn.
Według danych na rok 1990 gminę zamieszkiwało 551 osób, a gęstość zaludnienia wynosiła 32 osób/km² (wśród 3020 gmin regionu Midi-Pireneje Saint-Germain-des-Prés plasuje się na 554. miejscu pod względem liczby ludności, natomiast pod względem powierzchni na miejscu 666.).